# Drino sinensis
Drino sinensis là một loài ruồi trong họ Tachinidae.